# Thailand
Thailand (thai: ประเทศไทย, Prathet Thai, [pra.tʰêːt tʰaj]
 ( lyssna)), officiellt Konungariket Thailand (thai: ราชอาณาจักรไทย, Ratcha-anachak Thai, [râːt.t͡ɕʰa.ʔaː.naː.t͡ɕàk tʰaj]
 ( lyssna)), tidigare känt som Siam (thai: สยาม, Sayam, [sa.jǎːm]), är ett land beläget i den centrala delen av den indokinesiska halvön (Bortre Indien), i Sydostasien. Landet består av 76 provinser och med en area på 513 120 km2, är Thailand världens 52:a största land. Det finns lite över 69 miljoner invånare i landet vilket gör Thailand till världens 20:e mest befolkade land. Bangkok är landets huvudstad och största stad. Thailand gränsar i norr till Myanmar (Burma) och Laos, i öster till Laos och Kambodja, i söder till Siamviken och Malaysia och i väster till Andamansjön och den sydligaste delen av Myanmar. Dess havsgränser inkluderar Vietnam i Siamviken i sydost och Indonesien och Indien i Andamansjön i sydväst. Thailand är en enhetsstat och trots att landet symboliskt sett är en konstitutionell monarki och parlamentarisk demokrati, så upprättades en militärdiktatur, ledd under en junta, efter statskuppen 2014.

## Namn
Det tidigare namnet för Thailand var Siam. Namnbytet från Siam till Thailand gjordes två gånger, men i officiell mening bara en gång.
- 1939 ändrades namnet inofficiellt från Siam till Thailand.
- 1945 ändrades namnet inofficiellt tillbaka till Siam.
- 1949 ändrades namnet officiellt till Thailand.

### Etymologi
Landet har alltid kallats Mueang Thai av dess invånare. Före 1949 var det känt som Siam. Ordet Siam kan ha haft sitt ursprung från pali (suvaṇṇabhūmi, 'landet av guld') eller sanskrit श्याम (śyāma, 'mörk').
Enligt George Cœdès betyder ordet thai (ไทย) "fri man" på det thailändska språket.

## Historia

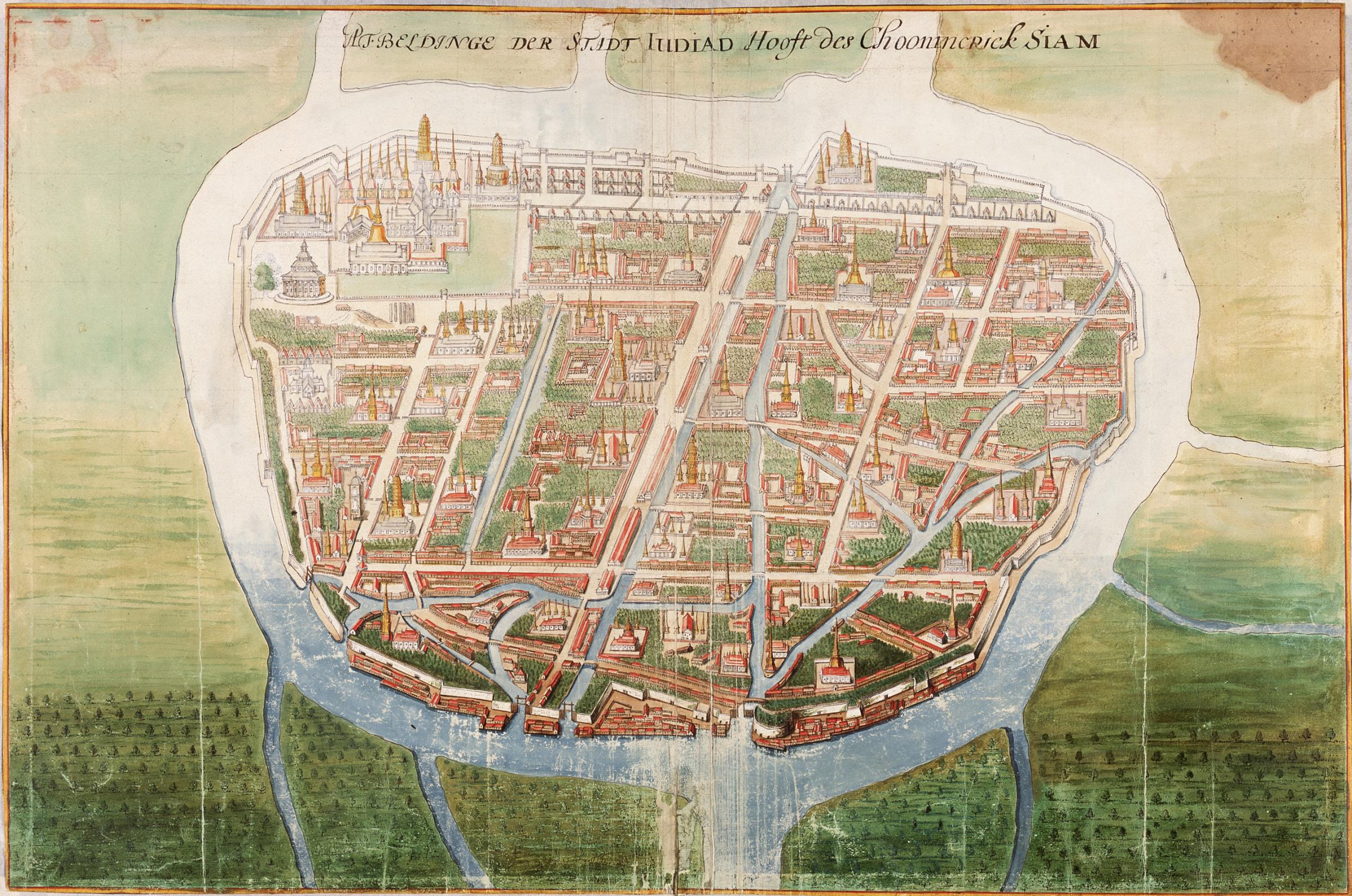
Ayutthaya (Xiêm), c.1686

Det moderna kungadömet Thailand bildades utifrån det äldre kungadömet Ayutthaya som i sin tur bildats ungefär år 1350. Fram till år 1939 var Thailand känt under namnet Siam. Thailand har sedan 1939 varit det officiella namnet, med undantag för åren 1945–1949. Siam var det enda riket i Sydostasien som inte erövrades och koloniserades, även om den nuvarande utsträckningen är ett resultat av den gränsdragningen som genomfördes av de europeiska kolonialmakterna kring sekelskiftet 1900. En konstitutionell monarki upprättades 1932 efter en kupp utförd av militärer och ämbetsmän. Militären har sedan dess varit en viktig politisk aktör och styret har växlat mellan militärregimer och demokratiskt valda regeringar.
Jordbävningen i Indiska oceanen 2004 orsakade en tsunami som drabbade Thailands västkust hårt. Den 19 september 2006 genomförde armén (med kungliga hovets stöd) en statskupp där premiärminister Thaksin Shinawatras regering ersattes av en militärjunta som upplöste parlamentet och Thailands författningsdomstol. Efter en folkomröstning organiserade man nya val 2007, där Shinawatras anhängare segrade och bildade en koalitionsregering. Men det skedde en ny kupp, nu med hjälp av domstol. Efter omfattande demonstrationer från Folkalliansen för demokrati tvingade den nytillsatta författningsdomstolen regeringen att avgå i september 2008. Efter avsättning av ytterligare en ny Thaksin-vänlig regering fick Thaksin-motståndare (med kungliga hovets och militärens stöd) bilda regering.
Yingluck Shinawatra,  syster till den omtvistade landsflyktige ex-premiärminister miljardären Thaksin Shinawatra,   blev premiärminister 2011 och störtades i en militärkupp 2014. Familjen Shinawatra blev en politisk maktfaktor 2001 då Thaksin tog över styret i landet.
Thailand är en monarki, ett kungarike. Kung Rama IX, den nionde kungen av Chakridynastin, var regent från 1946 till sin död 2016, vilket gjorde honom till den statschef som suttit längst och den längsta regerande monarken i Thailands historia. Kungen har officiellt titeln statschef, chefen för de väpnade styrkorna, upprätthållare av den buddhistiska religionen och försvarare av alla trosriktningar. Sedan en statskupp i maj 2014 styrs Thailand av en militärjunta. Armén i Thailand  genomförde en militärkupp och tog kontroll över landets regering under ledning av  arméchefen Prayut Chan-O-Cha.
Maha Vajiralongkorn är formellt Thailands kung från 1 december 2016 och kommer att få titeln kung Rama X. Han är ende son till framlidne kung Bhumibol.
I mars 2019 fick militärjuntans stödparti Palang Pracharat segern över oppositionspartiet Pheu Thais i det thailändska valet. Militärjuntan och dess stödpartier var redan garanterad samtliga platser i en av kamrarna, senaten, efter en grundlagsändring efter militärkuppen 2014.  Det fanns misstankar om valfusk och röstköp. Den tidigare ledaren för militärjuntan, Prayut Chan-o-cha, valdes till ny premiärminister i juni 2019.

## Geografi

### Topografi och hydrografi
Landet utgörs i norr av berg och i öster breder Koratplatån ut sig. I de södra delarna finns öst–västliga höjdryggar som har en del höga bergstoppar. Centrala delen består av backland och bördiga lågslätter. Thailandviken, som ligger i söder, har på flera ställen sandbukter med kända badplatser. Den högsta punkten är Doi Inthanon, 2 565 meter över havet.

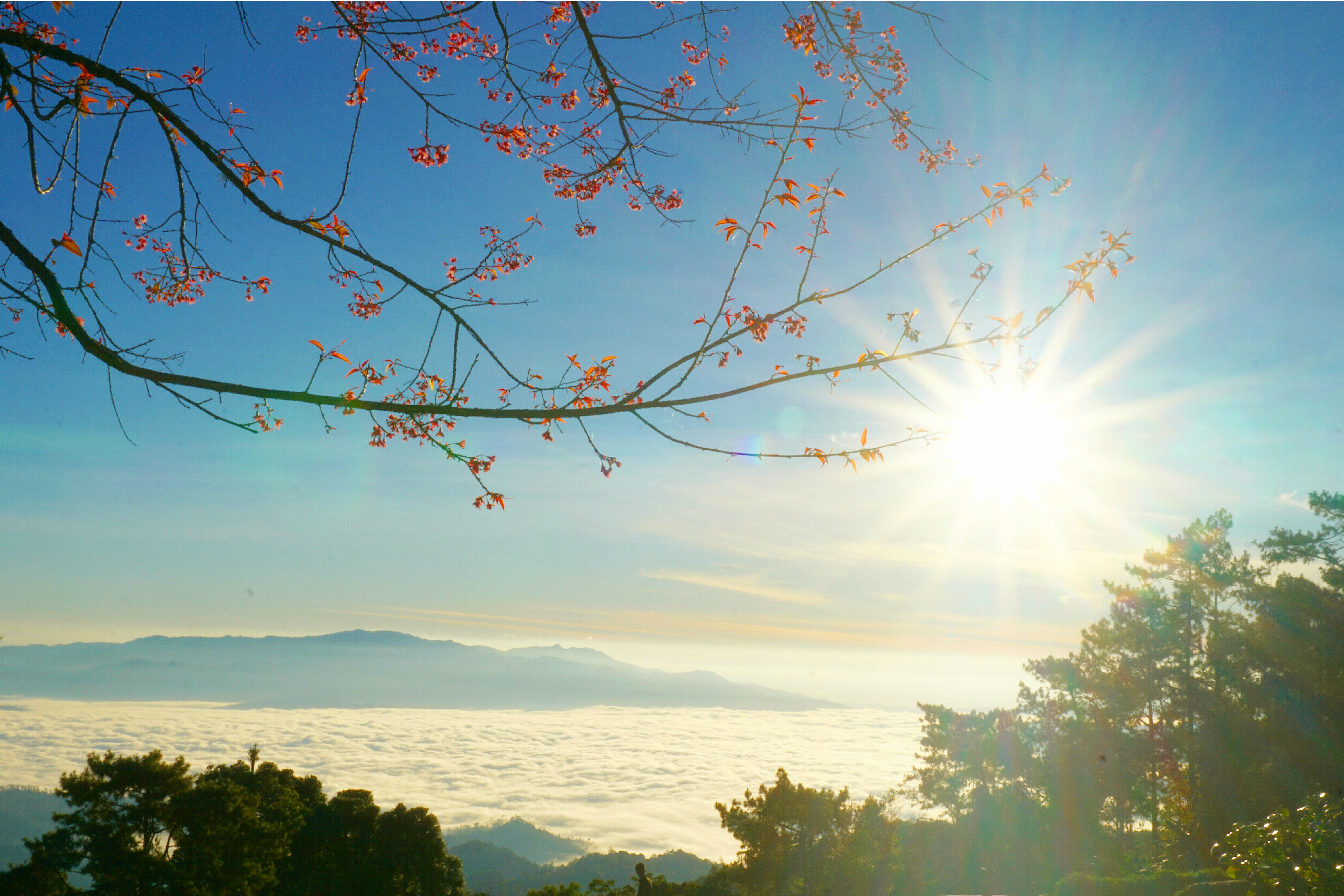
Norra Thailand
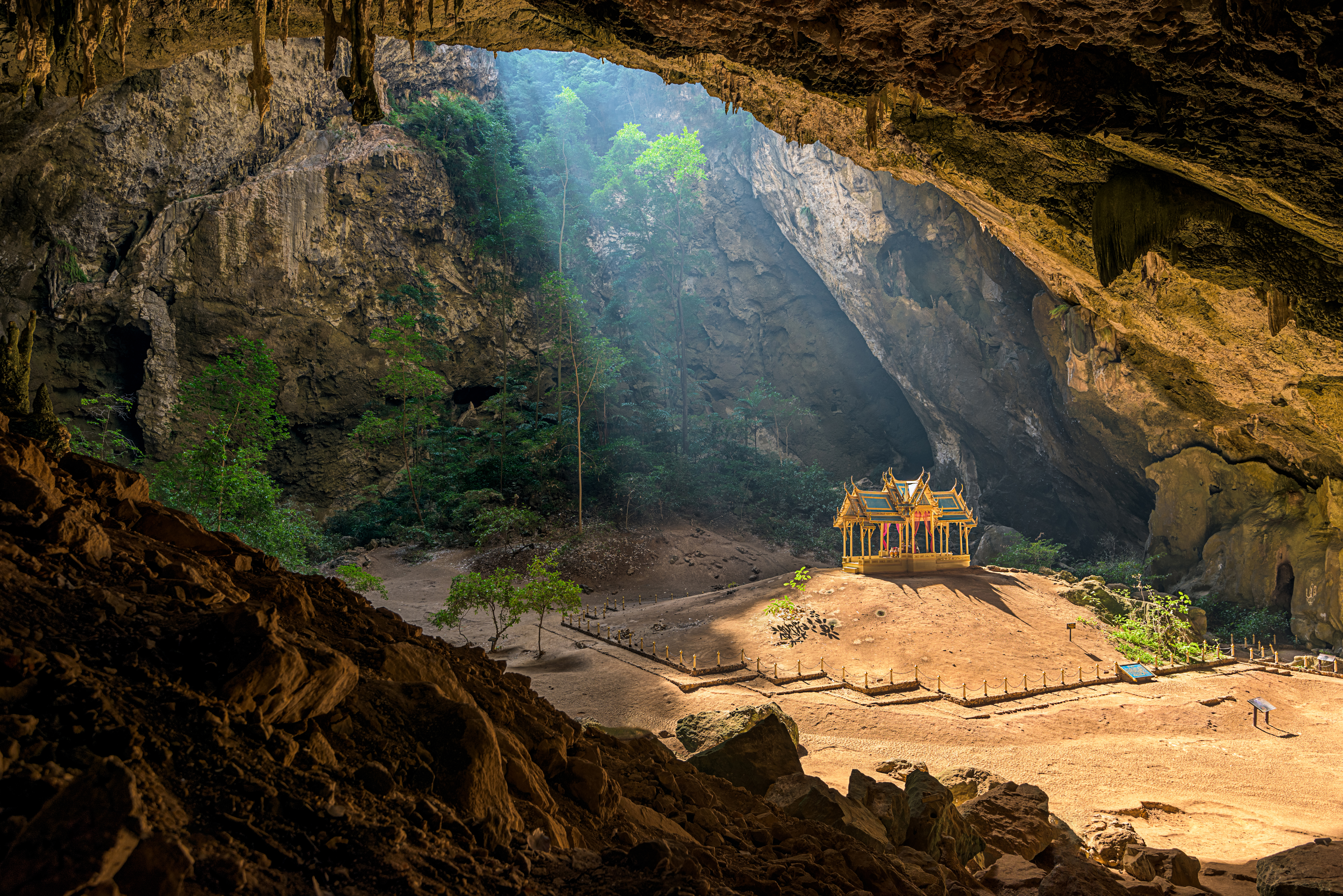
Västra Thailand
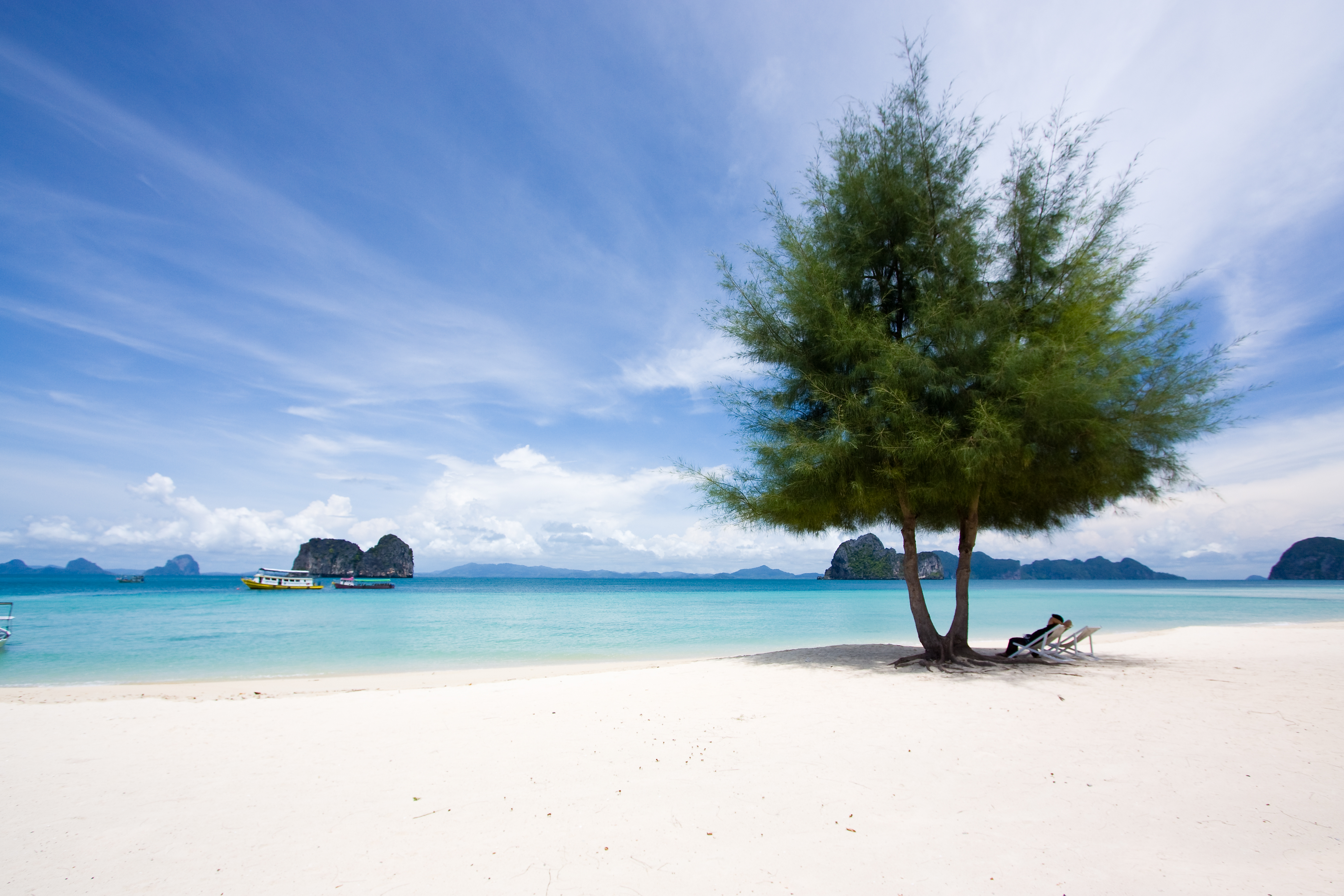
Södra Thailand
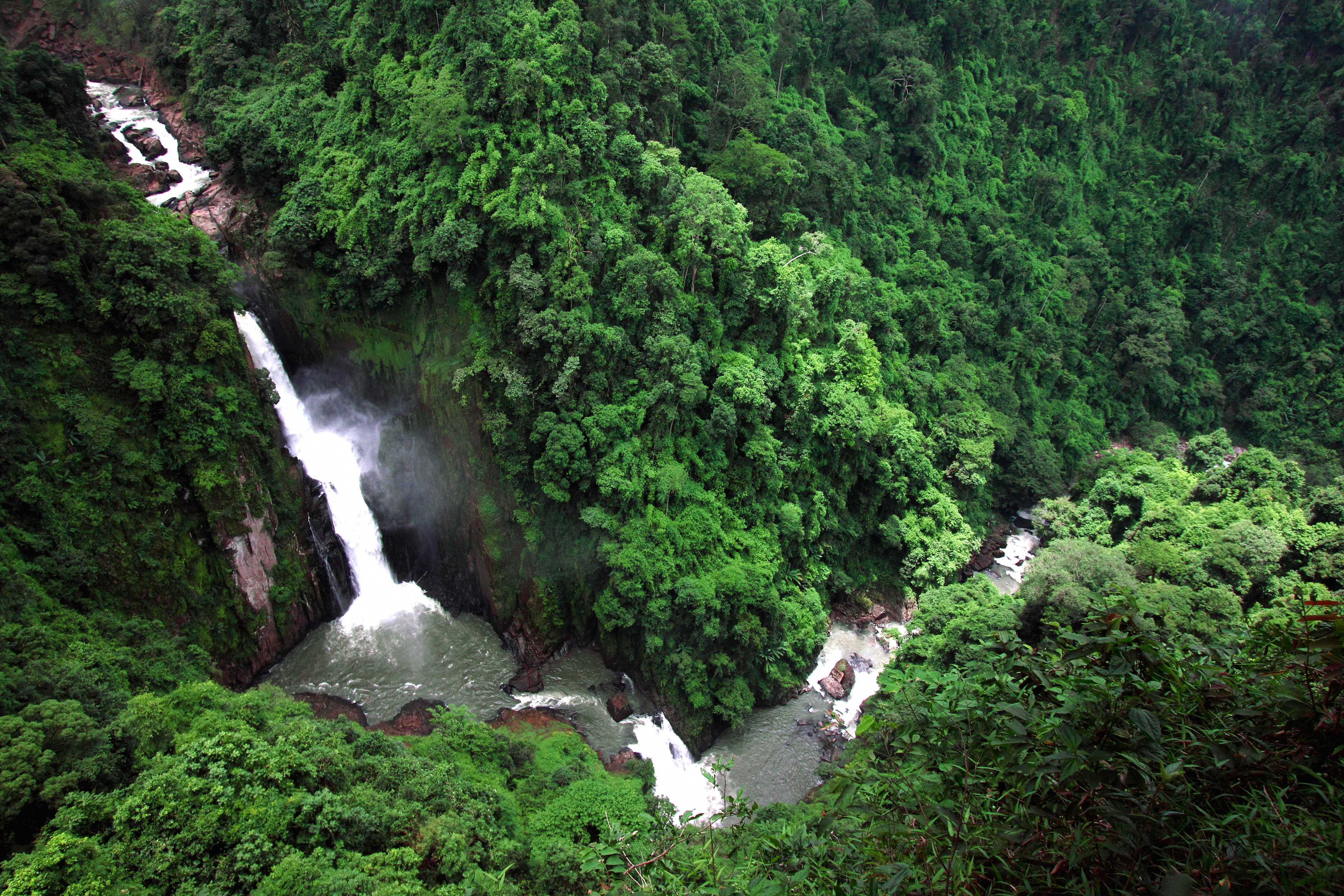
Nordöstra Thailand

### Klimat
Thailand har ett tropiskt monsunklimat, förutom på Malackahalvön i söder där det råder ett tropiskt regnskogsklimat.

### Växt- och djurliv
I landet möts tre olika floraområden, vilket har medfört att det finns en artrik flora med 10 000 till 15 000 arter. Antalet arter som är endemiska är dock relativt lågt. Då det centrala slättlandet kring floden Chao Phraya utnyttjas för risodling har det medfört att den ursprungliga sumpskogsvegetationen har försvunnit. Thailands fauna är artrik med 270 arter däggdjur (varav 110 arter fladdermöss), cirka 600 arter sötvattensfiskar, 300 arter kräldjur, 110 arter groddjur och mer än 900 arter observerade fåglar, varav cirka 615 av dem häckar. På grund av skogsavverkningar, annan biotopförstörelse och hård jakt har djurlivet drabbats mycket hårt.

## Styre och politik

### Författning och styre

Kung Rama IX var mycket populär och respekterad av folket.

Thailand är en konstitutionell monarki. Landets kung har sedan avskaffandet av den absoluta monarkin 1932 oftast enbart givits ceremoniella uppgifter i de olika författningarna, även om regenten har en stor symbolisk makt. Till exempel ingrep den tidigare kungen Bhumibol Adulyadej ett flertal gånger vid politiska kriser och hans ekonomiska filosofi haft ett inflytande på Thailands utrikespolitik. Den nuvarande grundlagen som började gälla år 2017 gav kungen utökad formell makt. Sedan kalla kriget har militären ett stort inflytande över Thailands politik och har flera gånger tagit makten genom statskupper. Till följd av den politiska turbulensen är partiväsendet i landet ganska svagt.

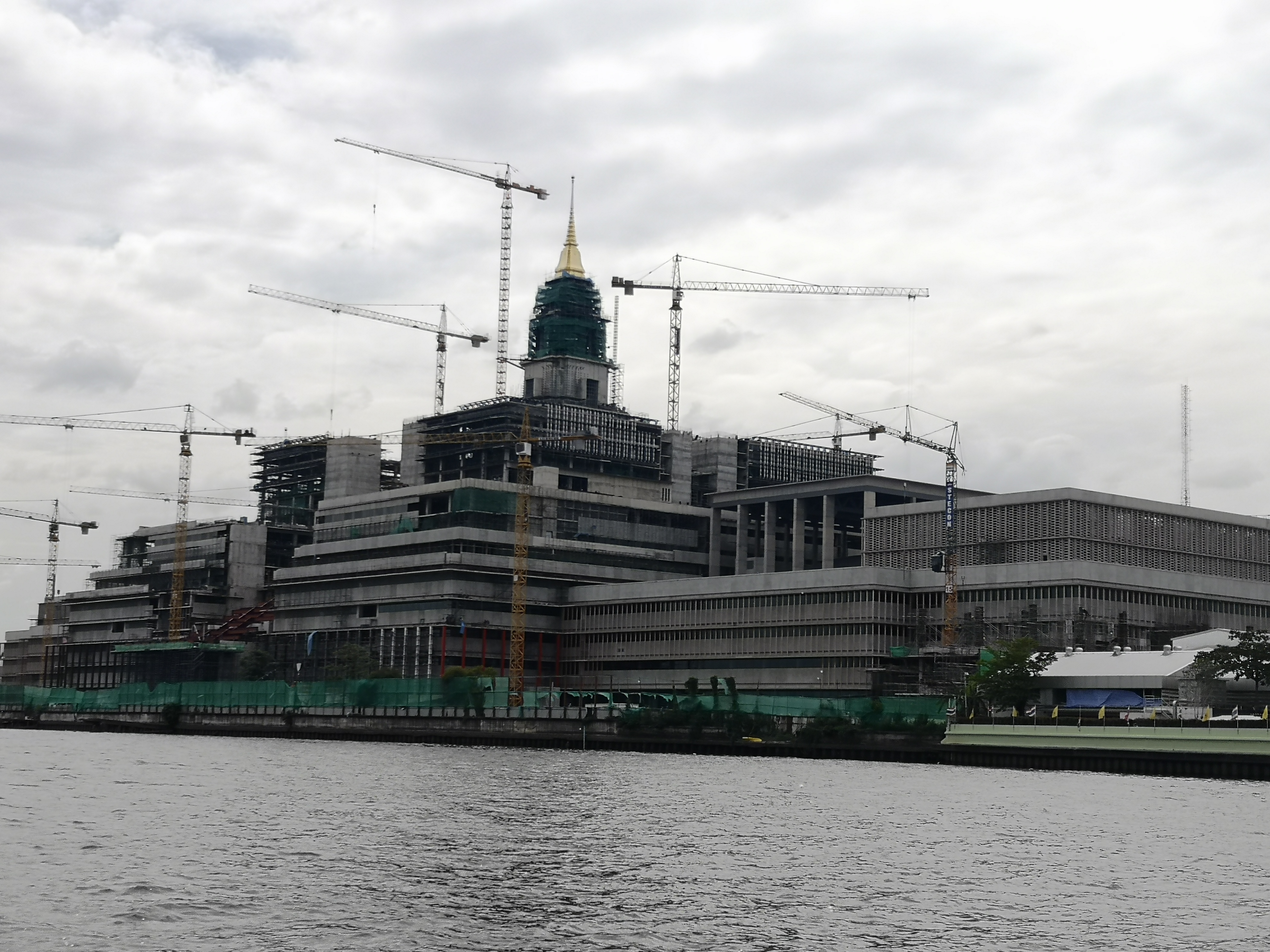
Thailändska parlamentet

Thailands parlament utgörs av en senat och ett representanthus. Senaten ska enligt den senaste författningen bestå av 250 partipolitiskt obundna senatorer, som utses av landets armé och representanter för alla samhällssektorer. Mandatperioden i senaten är fem år. Representanthuset består av 500 ledamöter som utses i allmänna och direkta val. De väljs på fyraåriga mandatperioder.
Allmänna val hölls senaste i mars 2019 efter nästan fem års militärstyre. Inget av partierna vann en klar majoritet, men i början av juni valde parlamentet Prayut Chan-o-cha till premiärminister. Han är ledare för partiet Palang Pracharat (Folkets statsmaktsparti) som blev det näst största i representanthuset efter valet med 116 mandat.
Valsystemet till det thailändska parlamentet sker enligt principen för enmansvalkretsar och enkel (relativ) majoritet, även kallat "first past the post".

### Administrativ indelning
Thailand är indelat i 75 provinser (djangwat, singular och plural) uppdelade på 6 regioner. Huvudstaden Bangkok är ett speciellt administrativt område snarare än en provins men räknas ofta som en 76:e provins då det är på samma administrativa nivå.

### Internationella relationer
Thailand är medlem i den regionala ASEAN och de internationella FN, APEC, IMF, WHO, WTO och ILO.

### Försvar

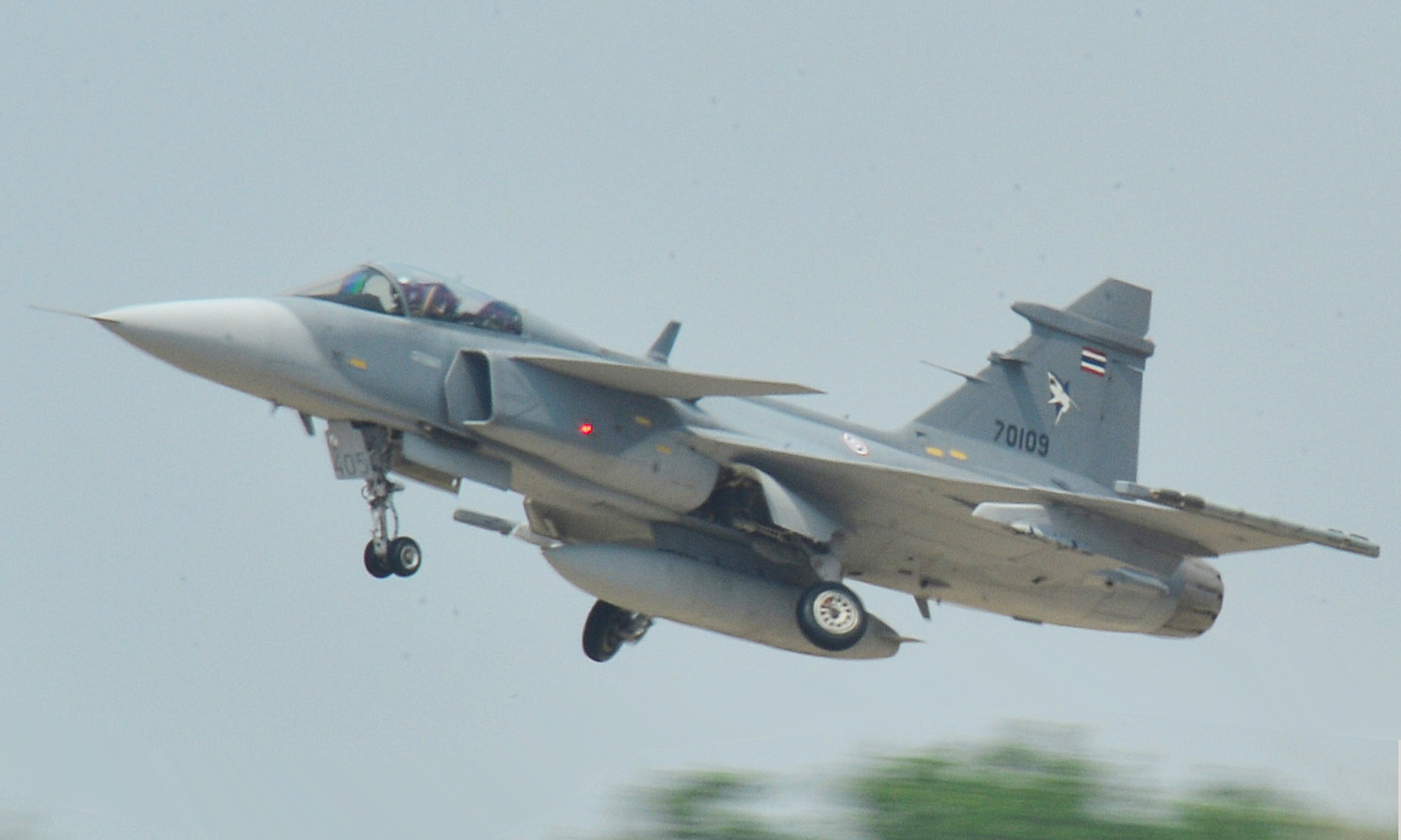
En kunglig thailändsk flygvapen Saab 39 Gripen.

Thailands försvarsmakt (thai: กองทัพไทย: Kongthap Thai) består av försvarsgrenarna armé (กองทัพบกไทย), flotta (กองทัพเรือไทย, ราชนาวีไทย) och flygvapen (กองทัพอากาศไทย). Landet har värnplikt för alla män över 21 år, man kan välja mellan en kortare frivillig utbildning eller en längre utbildning som lottas ut. Flottans flaggskepp är hangarfartyget HTMS Chakri Nareubet även om fartygets flygplan av typen AV-8S Matador togs ur tjänst 2006.

## Ekonomi och infrastruktur
Thailand upplevde en snabb ekonomisk tillväxt mellan 1985 och 1995 och är ett nyligen industrialiserat land och export som i hög grad bidrar till ekonomin.

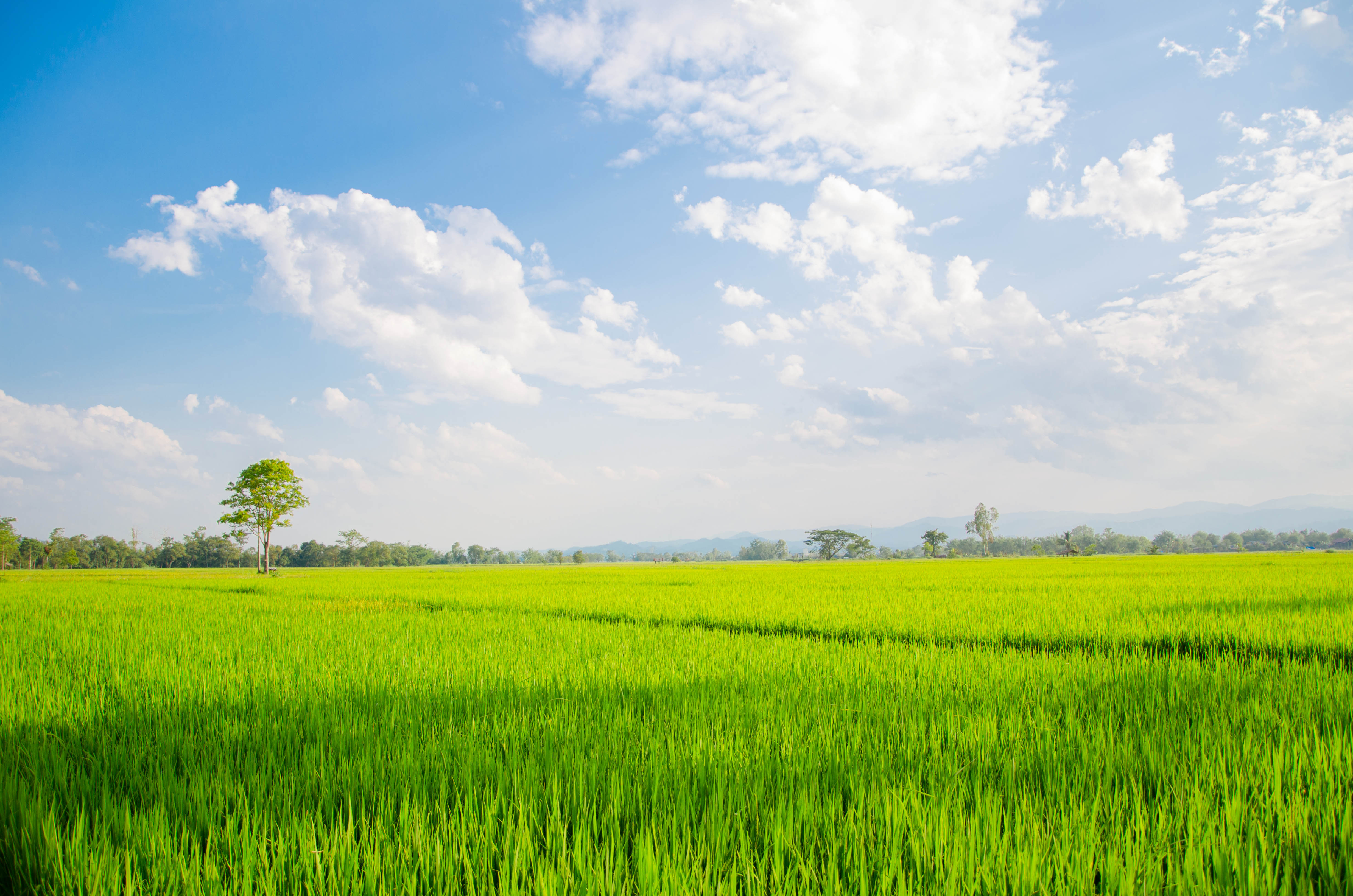
Thailand är den näst största exportören av ris i världen.

Under decenniet från 1985 till 1995 upplevde Thailand världens högsta ekonomiska tillväxt, i genomsnitt en ökning med 9 procent per år. Ökande spekulation mot den thailändska valutan baht förde landet i en ekonomisk kris år 1997 som orsakade stora svagheter i finanssektorn. Bahten föll dramatiskt i kurs och kollapsen förde i sin tur till en större finansiell kris i hela den asiatiska regionen. Landet stabiliserade ekonomin år 1999, huvudsakligen tack vare en stark exportnäring (som upplevde en ökning på 20 procent år 2000). Tillväxten år 2003 och 2004 nådde över sex procent per år. År 2000 hade Thailand en BNP per capita på 1 954 amerikanska dollar.
Valutan baht delas upp i 100 satang.

### Näringsliv

#### Skogsbruk
Skogsproduktion, mestadels teakavverkning var en viktig inkomstkälla men 1998 förbjöds den eftersom teakbeståndet minskade i betydligt högre takt än nyplanteringen.

#### Råvaror
Naturtillgångarna i Thailand är bland annat trä, bly, gips, volfram, brunkol, tenn, gummi, fisk och naturgas.

#### Industri
Industrin omfattar elektronik, bilar och textilindustri. 

#### Turism

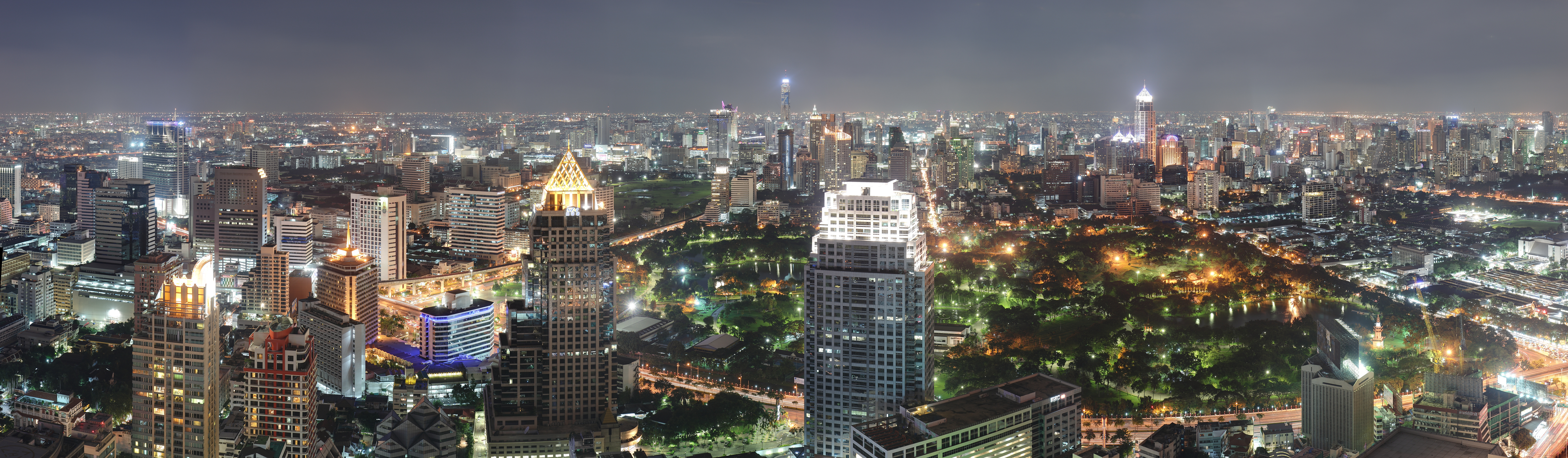
Bangkok, huvudstaden i Thailand. Det lockar över 22 miljoner besökare varje år.

Turismen står för runt 5 procent av Thailands BNP. Landet har även ett stort och välkänt nöjesliv. Detta förekommer främst i Bangkok och de största turistorterna, exempelvis Pattaya och Phuket. Viktiga exportvaror är ris, fisk och skaldjur, datorer, elektriska apparater, andra lättare industrivaror och kläder. Thailand är världens största exportör av ris. Ungefär 55 procent av den odlingsbara arealen används för risodling. Landets BNP består till 40 procent av industri, till 10,5 procent av jordbruk och till 49,5 procent av service och övrigt (2000). med turism, på grund av kända turistmål som till exempel Ayutthaya, Pattaya, Bangkok, Phuket, Krabi, Chiang Mai och Ko Samui. 
Landet är även väldigt populärt hos backpackers från bland annat Sverige. Enkelheten med att ta sig runt, det varma vädret och de låga priserna gör det attraktivt och enkelt att besöka landet på en stram budget. 

##### Sexturism och prostitution
Thailands hälsoministerium uppskattar att det finns 250 000 prostituerade i landet, 90% av dem är kvinnor. Sexindustrin uppstod på 1960-talet när USA inrättade flygbasen U-Tapao nära Pattaya som blev en av de viktigaste baserna för B52-planen som deltog i Vietnamkriget. Samtidigt blev U-Tapao en plats där de US-amerikanska soldaterna vilade upp sig mellan striderna. Eftersom soldaterna efterfrågade både alkohol och kvinnor uppstod det snart en bar- och prostitutionsindustri på flera platser i Thailand. När Vietnamkriget tog slut 1975 och USA drog sig tillbaka uppstod ett tomrum som fylldes med utländska turister. Thailands makthavare insåg sexindustrins ekonomiska potential och uppmanade därför landets guvernörer att använda denna industri för att locka utländska turister till Thailand. Både att sälja och köpa sex är officiellt förbjudet, likaså är det otillåtet att göra reklam för prostitution. I praktiken efterlevs dessa lagar dock i väldigt liten utsträckning. Enligt journalisten Joakim Medin beror detta på att många thailändska män är sexköpare och att prostitution är en väldigt viktig del av turistnäringen, dvs. att det finns väldigt starka ekonomiska incitament att upprätthålla prostitutionen.

### Infrastruktur

#### Transporter
Thailands snabba ekonomiska tillväxt sedan 1980-talet har inneburit att utbyggnaden av trafikleder och annan infrastruktur har varit eftersatt. Bangkok var i början av 2000-talet en av världens mest förorenade livsmiljöer, bland annat på grund av luftföroreningar från en nästan stillastående biltrafik. Trafikproblemen har under den senare delen av 00-talet minskat genom utbyggnaden av en ny storhamn, ny storflygplats och stadsmotorvägar. I landets centrala delar har transportnätet hög standard och vägar och järnvägar till alla delar av Thailand utgår från Bangkok.
De statliga järnvägarna i Thailand omfattar nästan 4 500 kilometer. I Bangkok finns därtill också en tunnelbana samt en högbana. För godstransporterna inom landet spelar floderna och kanalerna en viktig roll. Tidigare fanns den viktigaste hamnen i Bangkok, men då den är belägen i den inre delen av ett floddelta är den olämplig för större oceangående fartyg. Den största hamnen ligger därför i Laem Chabang vid Thailandviken, 100 kilometer sydost om Bangkok.
Bangkok-Suvarnabhumis flygplats är landets största internationella flygplats. Den ligger sydost om staden och öppnades 2007, då den ersatte den tidigare flygplatsen Don Mueang som blev en inrikesflygplats. Internationella flygplatser finns utöver i Bangkok även i Chiang Mai, Chiang Rai, Hat Yai, Phuket, Udon Thani samt i U-Tapao vid Pattaya. Thai Airways är det statliga bolaget som flyger till runt 50 länder och även driver inrikesflyg. Några mindre flygbolag finns också därtill.

#### Sjukvård, andra viktiga samhällstjänster
Socialförsäkringar täcker endast en begränsad del av befolkningen. Även om pensionssystemet har reformerats, kvarstår stora skillnader mellan olika grupper. Statligt och kommunalt anställda omfattas av obligatoriska pensionssystem och kan gå i pension vid 60 års ålder. Privatanställda i formella sektorer har sedan 1999 tillgång till liknande system, dock utan en fastställd pensionsålder. År 2011 beslutades om att gradvis införa en nationell pensionsfond som ska omfatta en större andel av de som arbetar inom den informella sektorn. För ekonomiskt utsatta grupper erbjuds bidrag för funktionsnedsättning och moderskap, samt små ekonomiska stöd till de mest utsatta äldre.
Fackföreningar är lagligt erkända, men strejkrätten är begränsad och förbjuden inom vissa viktiga yrkessektorer. I den privata sektorn är endast 1,5 procent av de anställda fackligt anslutna, medan cirka 50 procent är organiserade inom statliga industriföretag. Utländsk arbetskraft diskrimineras på arbetsmarknaden och har till exempel inte rätt till arbetslöshetsersättning.

## Befolkning

### Demografi

#### Urbanisering
Landet är ett av de minst urbaniserade, nära 50 procent av invånarna bor fortfarande på landsbygden.

#### Minoriteter
I Thailand betraktades 2018 inte etniska minoriteter som urfolk. I de norra delarna av landet levde över 900 000 personer från olika bergsfolk. Dessa grupper var ofta marginaliserade och hade begränsade rättigheter. Endast omkring hälften av dem uppskattades ha thailändskt medborgarskap, medan resten förblir statslösa trots att många har bott i Thailand i generationer.

#### Migration
Det finns cirka 2,2 miljoner legala och illegala invandrare i Thailand. Thailand har också lockat ett antal landsförvisade från utvecklingsländer.

### Språk
Landets officiella språk är thai, som talas av över 80 procent av befolkningen som modersmål.

### Religion

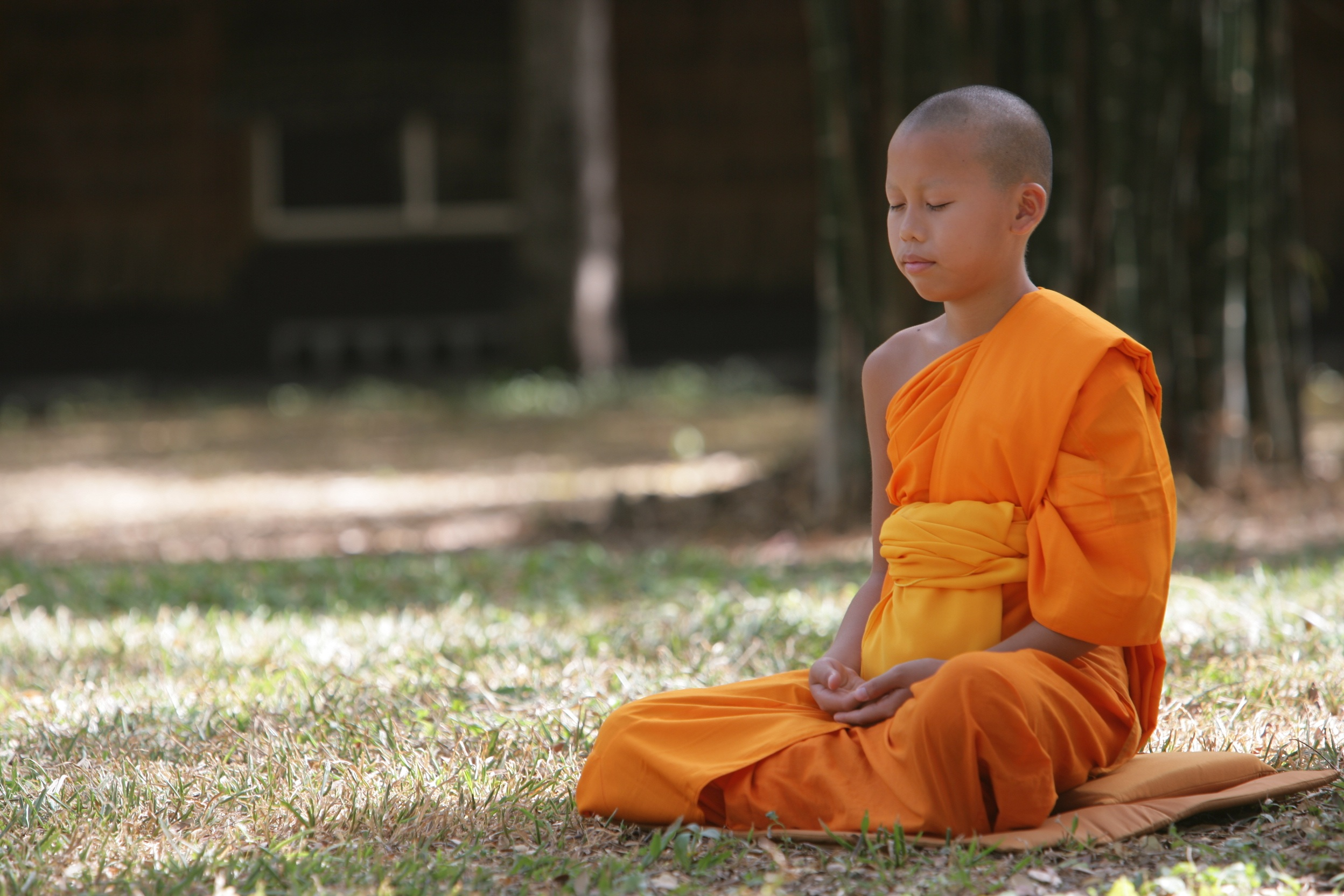
Barnmunk mediterar i skogen

Den största religionen i landet är buddhism, som utövas av cirka 85 procent av alla thailändare. Den dominerande varianten är theravada som spreds till landet på 200-talet f.Kr. Utöver buddhismen är drygt 6 procent av thailändarna muslimer och drygt 2 procent utövar traditionella inhemska religioner, ofta en bland av buddhism, kristendom, daoism och andetro. Dessutom är 1 procent av befolkning kristna.

### Sociala förhållanden
Den snabba ekonomiska utvecklingen i Thailand har lett till förbättrade levnadsvillkor för en stor del av befolkningen och en markant minskning av fattigdomen. År 2010 levde färre än 2 procent av thailändarna under fattigdomsgränsen, definierad som en inkomst på mindre än 1,25 US-dollar per dag. Dock har tillväxten varit starkt koncentrerad till Bangkok och dess närliggande områden, vilket har förstärkt de ekonomiska skillnaderna mellan olika regioner i landet. Sociala förmåner har utvecklats, men dessa är begränsade till thailändska medborgare. Omkring en halv miljon personer från minoritetsgrupper i norr saknar medborgarskap, liksom flera miljoner migrantarbetare, papperslösa och flyktingar från grannländer.
Nästan alla hushåll i landet har även tillgång till rent vatten, vilket är en viktig faktor för folkhälsan. Kvinnor utgör ungefär hälften av arbetsstyrkan men får ofta lägre lön än män för samma arbete och är underrepresenterade på högre positioner. År 2010 var endast fyra av landets 36 ministrar kvinnor. Barnarbete är förbjudet men förekommer inom den informella sektorn och jordbruket.
Våld inom familjen riktat mot kvinnor är olagligt men fortfarande vanligt förekommande. Även om prostitution är förbjuden är den utbredd, och människohandel är ett stort problem i landet, trots att den är olaglig. Thailand utgör en central punkt för människohandel i Sydostasien, och myndigheterna arbetar aktivt för att bekämpa detta samt minska prostitutionen. Utländska medborgare är särskilt utsatta och riskerar att exploateras i slavliknande arbetsförhållanden utan ersättning. Enligt Unicef fanns det 2009 omkring 1,4 miljoner barn i Thailand som var föräldralösa, funktionsnedsatta eller levde som gatubarn.
2025 blev Thailand det första landet i Sydostasien som godkände samkönade äktenskap.

### Hälsa
Ett omfattande vaccinationsprogram täcker samtliga småbarn, och andelen hiv-smittade i åldrarna 15–49 år var 1,3 promille år 2009, en högre andel än i närliggande länder. Antalet fall av smittsamma sjukdomar som malaria och tuberkulos har minskat, medan livsstilssjukdomar som cancer, diabetes och hjärt-kärlsjukdomar ökar. Sedan 1970-talet har varje by i landet åtminstone en frivillig hälsoarbetare, en lokal invånare som främst arbetar med förebyggande vård.

## Kultur

### Matkultur
Thailändska köket har sin matbas i ris, fisk och grönsaker. Thailands långa kust och många vattendrag har gjort att fisk och skaldjur är mer vanliga i matlagningen än exempelvis fläsk eller nötkött. Vanliga kryddor i maten är lök, chili, vitlök, galangarot, basilika, koriander, ingefära och sojasås. Sältan i maträtter kommer ofta från den speciella fisksåsen. Det är vanligt med kryddblandningar i form av currypastor, till exempel röd eller grön currypasta.
Det thailändska köket har hämtat influenser från många länder. Exempelvis kommer nudlarna troligen från Kina. Från såväl Kina som Indien har många kryddor hämtats. Portugiser förde med sig chili från Sydamerika till Thailand på 1500-talet och det var då den kryddstarka maten började tillredas. I nordöstra Thailand finns influenser från det laotiska köket.

Sala Thai på Sankt Eriksplan i Stockholm var enligt egen utsago först i Sverige med att servera thaimat, året ska ha varit 1987.

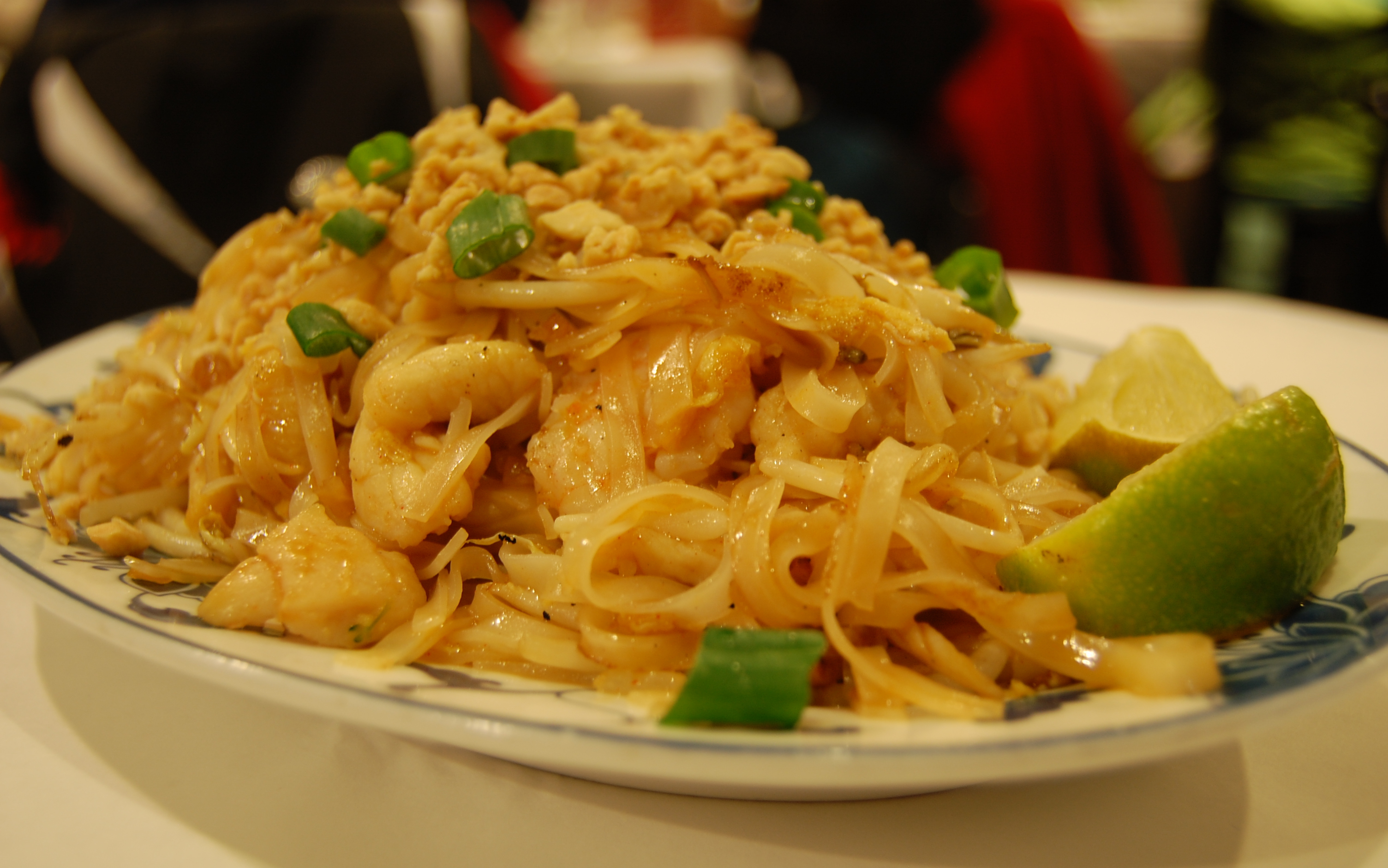
Phat thai
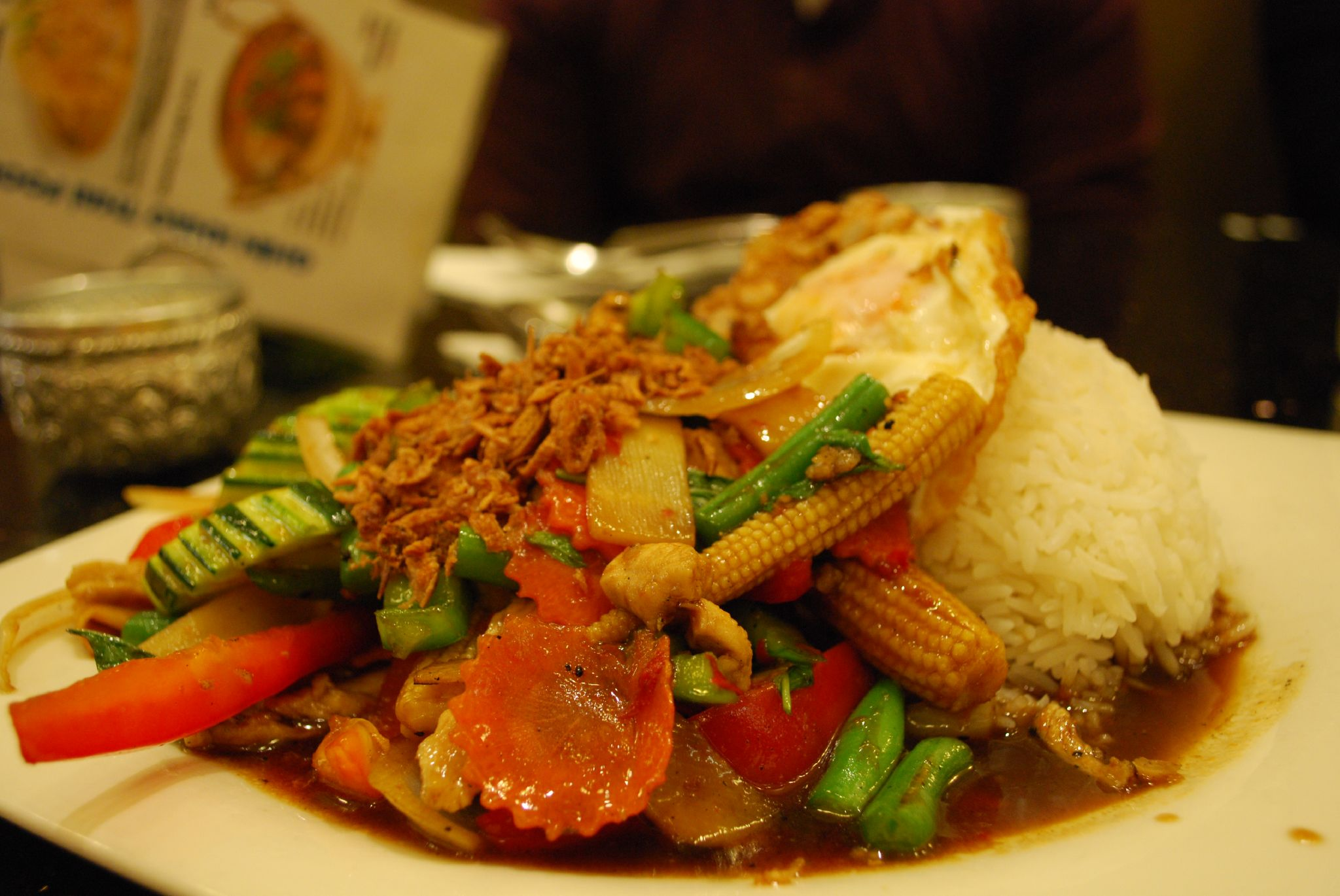
Phat kaphrao Kai
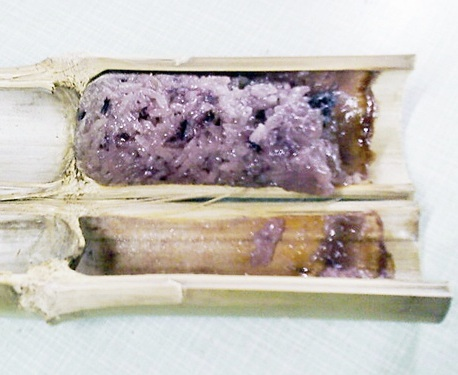
Khao lam
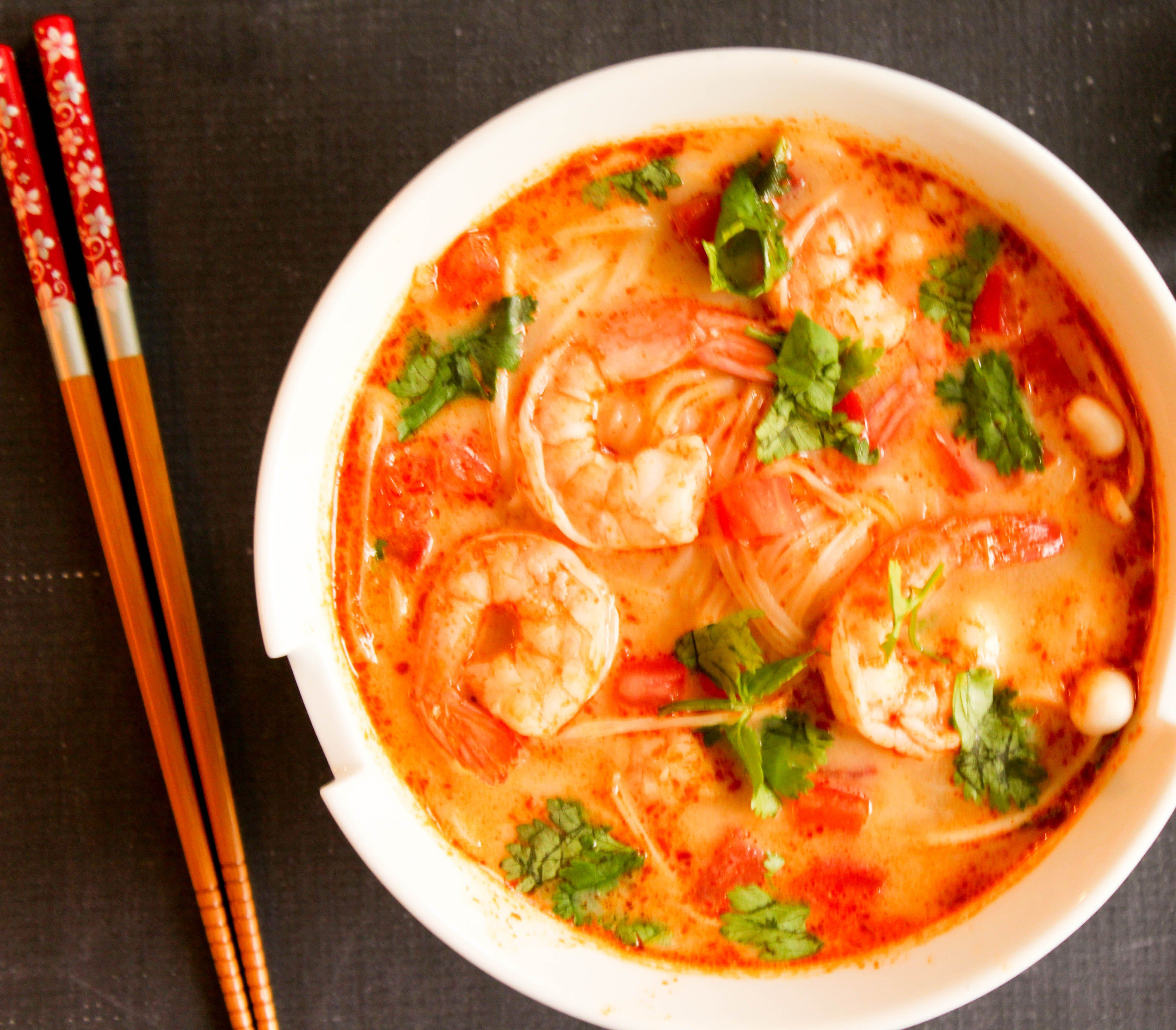
Tom yum
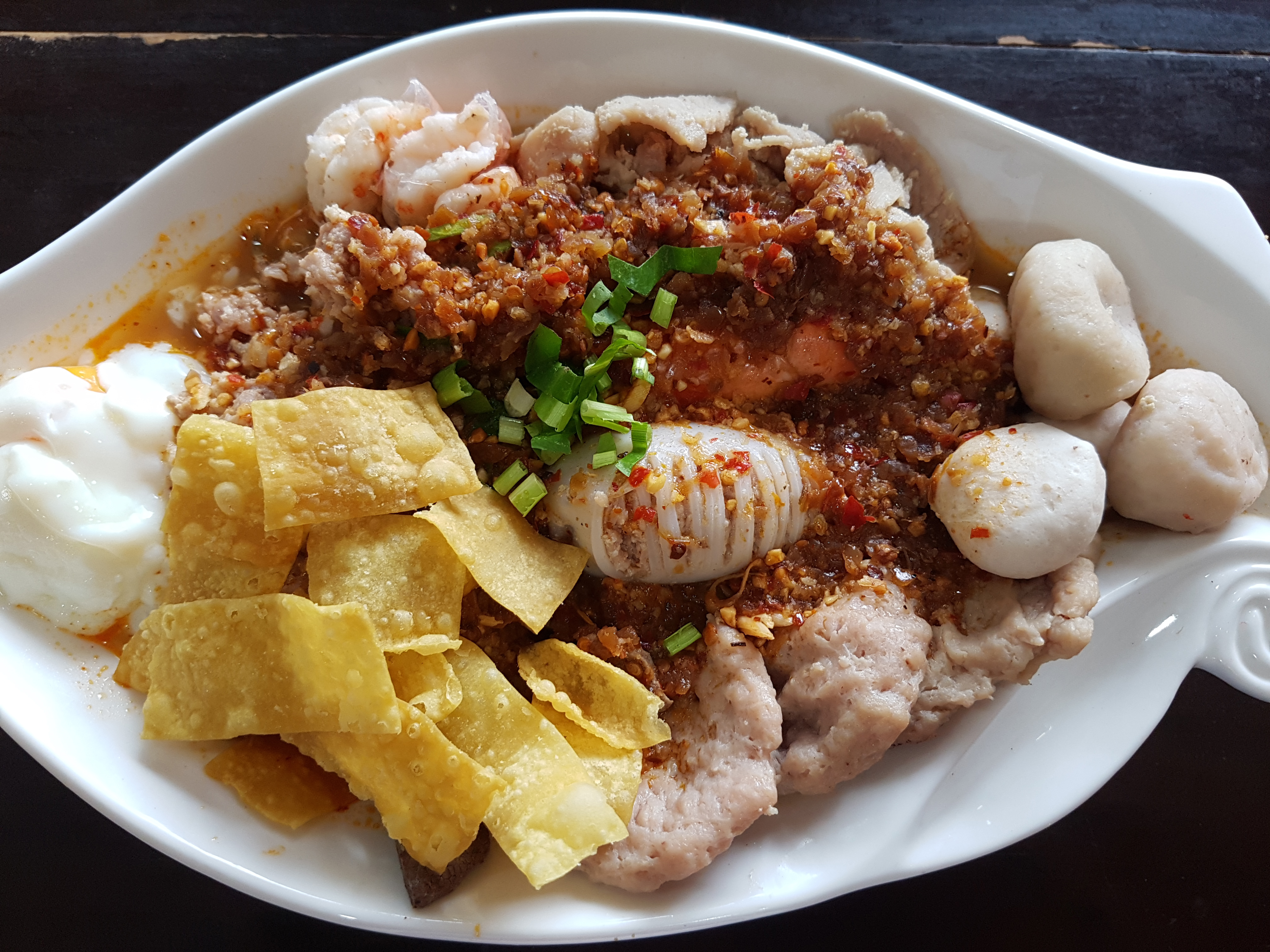
Tom yum Kway teow
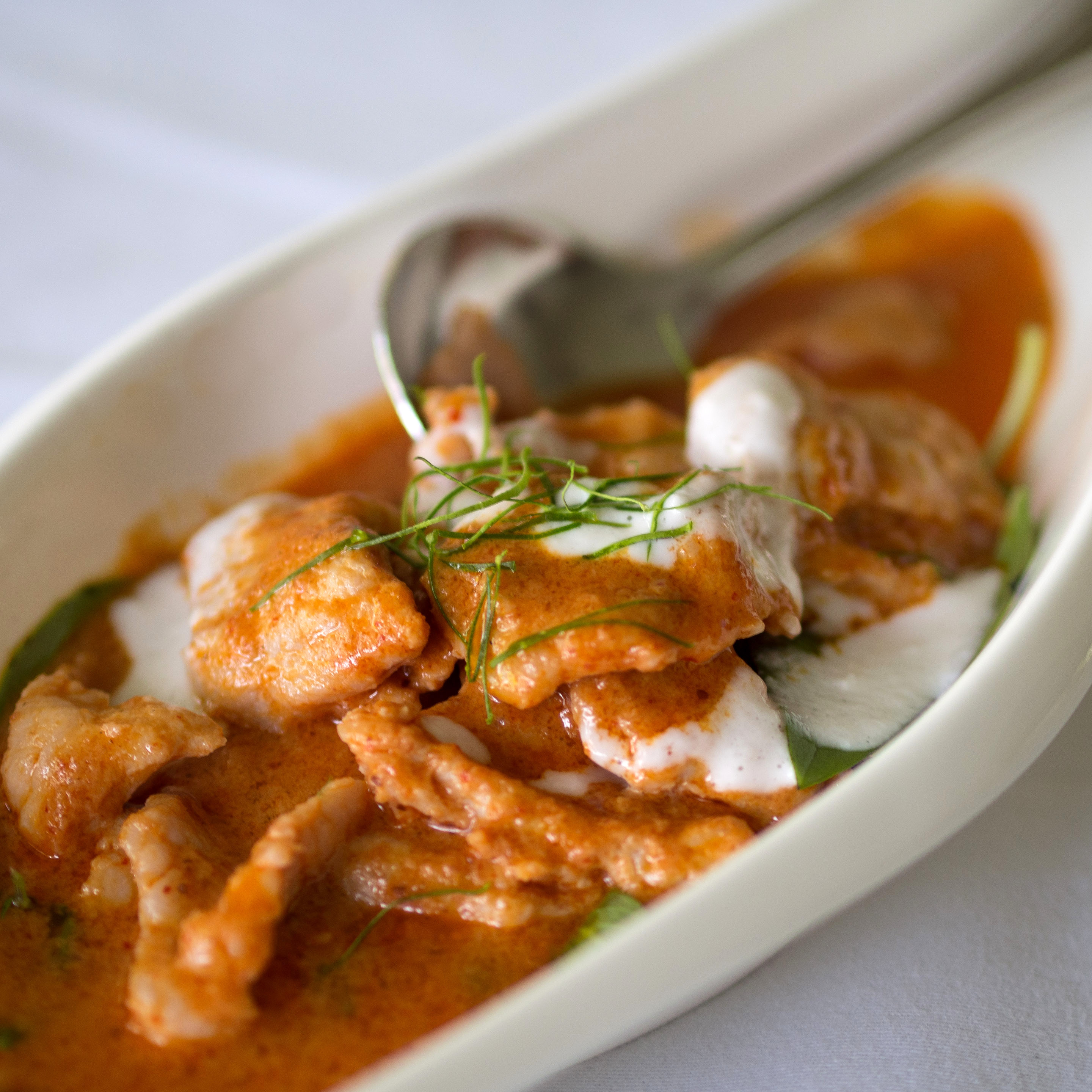
Panang
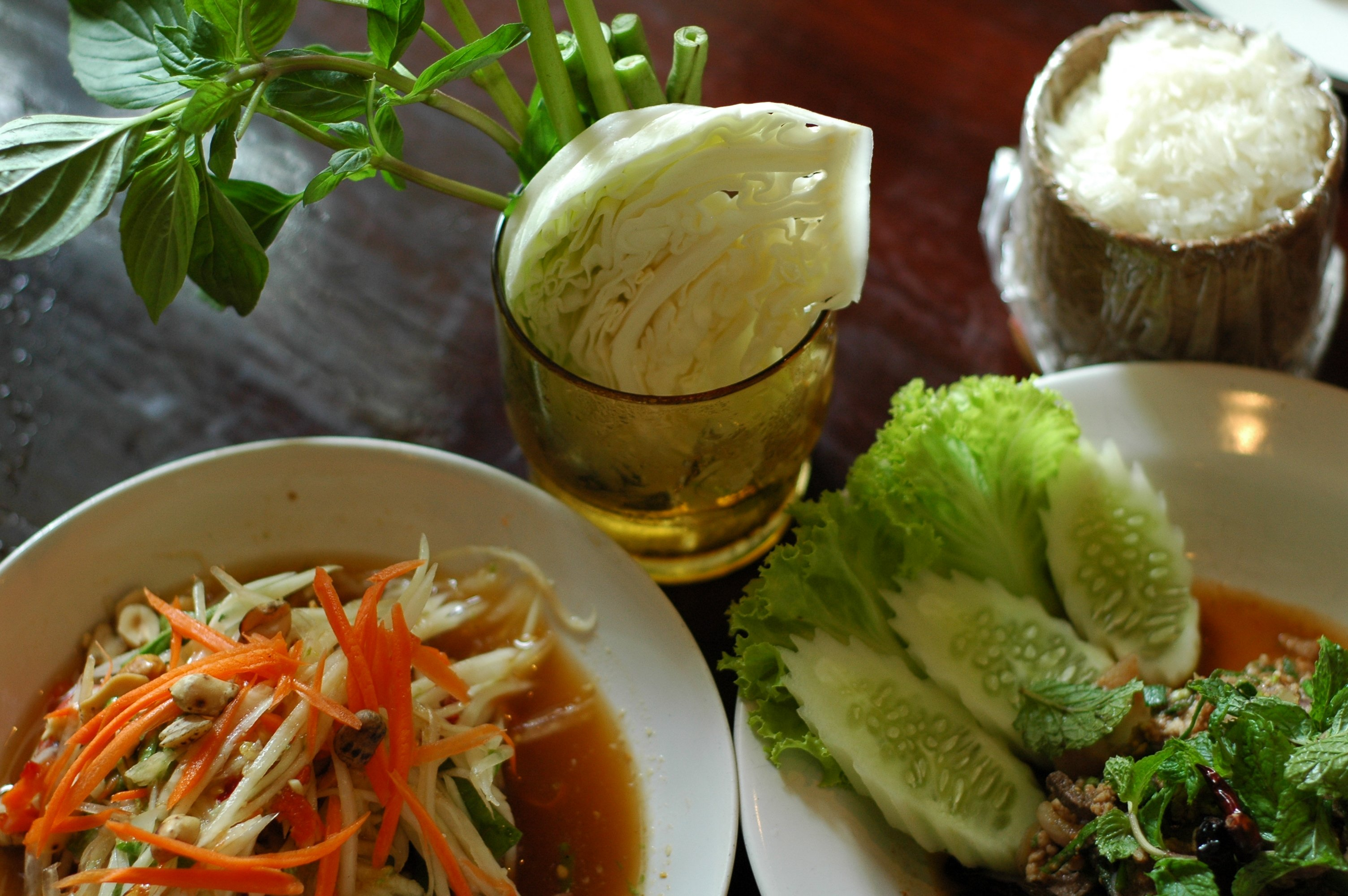
Som tum

### Sport
Muay Thai (thai: มวยไทย), är en thailändsk fullkontakts kampsport. Kampsporten har sitt ursprung från den forntida thailändska arméns närstridssystem, kallat Muay Boran. Självförsvar, vapen och så vidare har dock skalats bort under åratal av hårt urval då stilen optimerats för ringen och de tävlingsregler som gäller i dag.
"Muay Thai är en åttapunkters kampsport, det vill säga; Fötter, knän, händer och armbågar."
I Thailand omges tävlingarna av ritualer, som att de tävlande framför en dans före matchen som sedan ackompanjeras av thailändsk musik. Denna dans kallas wai kru ram muay (boxardans). Under dansen har thaiboxarna en huvudbonad som kallas för Mongkol, vilken till formen påminner lite om en tennisracket utan nät. Dansen som utförs syfte dels till att driva bort onda andar, dels till att hedra boxarnas läromästare.
En annan ritual som utförs före matchen är wai kru, där boxaren hedrar sin kung, sin gud och sin tränare genom att går tre varv runt boxningsringen och sedan buga tre gånger.
Wai kru kan se olika ut beroende på vilken Camp man tävlar för. De flesta Campen eller "klubbarna" har oftast sina egna Wai kru:s och de kan variera mycket i utseende.
Kända utövare: Buakaw Banchamek, Samart Payakaroon, Dieselnoi Chor Thanasukarn, Apidej Sit-Hirun, Namkabuan Nongkee Pahuyuth, Saenchai.

## Internationella rankningar
| Organisation                                | Undersökning                   | Rankning   |
| ------------------------------------------- | ------------------------------ | ---------- |
| Heritage Foundation/The Wall Street Journal | Index of Economic Freedom 2019 | 43 av 180  |
| Reportrar utan gränser                      | Pressfrihetsindex 2019         | 136 av 180 |
| Transparency International                  | Korruptionsindex 2018          | 99 av 180  |
| FN:s utvecklingsprogram                     | Human Development Index 2018   | 77 av 189  |